# ژرژ تیری دارژانلیو
ژرژ تیری دارژانلیوتلفظ در فرانسوی: [ʒɔʁʒ tjɛʁi daʁʒɑ̃ljø] یا جورج تیری دارژانلیو با نام مذهبی پدر لوئی تسلیت یک راهب و کشیش کرملی پابرهنه، دیپلمات، افسر، و دریاسالار نیروی دریایی فرانسه بود. او از شخصیت های برجسته نیروهای دریایی فرانسه آزاد در دوران جنگ جهانی دوم محسوب می‌شد و همچنین به عنوان صدراعظم نشان لیبراسیون فعالیت می‌کرد.

## زندگی
ژرژ تیری دارژانلیو، پسر یک بازرس کل نیروی دریایی، در ۷ اوت ۱۸۸۹ در شهر برست به دنیا آمد، پس از تحصیل در کالج ستانیسلاس پاریس و سپس دبیرستان سن-شارل در سن-بریو، او نیز راه نیروی دریایی را انتخاب کرد و در اکتبر ۱۹۰۶ در سن ۱۷ سالگی وارد مدرسه نیروی دریایی شد. در سال ۱۹۱۱ به درجه ناوسروان یکم ارتقا یافت و در سالهای ۱۹۱۲ و ۱۹۱۳ بر روی ناوچه دو شایلا خدمت کرد. سپس در جریان عملیات مراکش، در بازگرداندن نظم به منطقه موگادور مشارکت داشت. در ۲۴ سالگی نشان لژیون دونور را دریافت کرد. این سالهای شکل گیری شخصیت او و ملاقاتش با لیوته تأثیر عمیقی بر او گذاشت، به طوری که بعدها این ملاقات را «یکی از فرصتهای طلایی» زندگی خود توصیف کرد.در آغاز جنگ جهانی اول (۱۹۱۸-۱۹۱۴)، او در دریای مدیترانه بر روی کشتیهای دهورتر، دیبرویل و اروس خدمت میکرد. در سال ۱۹۱۵، هنگام توقف در مالت، تقاضای عضویت در سومین فرقه کارملیتها را داد و ردای مذهبی (اسکاپولار) را دریافت کرد.در ژوئیه ۱۹۱۷ به درجه ناخدا دومی ارتقا یافت و در سال ۱۹۱۸ فرماندهی کشتی گشت‌زنی تورترل را بر عهده گرفت و در نجات یک کشتی ترابری سربازان شجاعت نشان داد. پس از پایان جنگ، تمایل مذهبی او تقویت شد و مصمم به پیوستن به کارمل شد. در سال ۱۹۲۰ پس از تحصیل در کالج آنجلیک رم، ژرژ تیری دارژانلیو با نام لوئی دو لا ترینیتی به صومعه آون پیوست و در سپتامبر ۱۹۲۱ سوگند خود را ادا کرد. او به مدت چهار سال در دانشکده‌های کاتولیک لیل به تحصیل الهیات پرداخت و در آنجا معاون رئیس دیر بود. در فوریه ۱۹۳۲ که استان کارمل پاریس احیا شد، پدر لوئی دو لا ترینیتی به عنوان سرپرست استان منصوب شد و تا آستانه جنگ این سمت را حفظ کرد. در سپتامبر ۱۹۳۹ به عنوان افسر ذخیره نیروی دریایی بسیج شد و به پست خود در شربورگ پیوست. در ۱۰ فوریه ۱۹۴۰ به درجه ناخدا سومی ارتقا یافت. در ۱۹ مه، برادرش ژنرال دارژانلیو در گوی کشته شد. ناخدا تیری دارژانلیو در دفاع از زرادخانه شربورگ شرکت کرد تا اینکه در ۱۹ ژوئن به اسارت درآمد. سه روز بعد از کاروانی که به سوی رایش در حرکت بود گریخت و با لباس مبدل یک کشاورز به جرزی و سپس انگلستان رفت و در ۳۰ ژوئن به ژنرال دوگل پیوست. او در یک جامعه مذهبی در لندن به تفکر پرداخت و معتقد بود جایگاهش باید به عنوان کشیش ارتش آزاد فرانسه باشد. اما کمبود تعداد افسران باعث شد با اجازه مافوق‌هایش در خدمت نظام باقی بماند. در ژوئیه ۱۹۴۰ به درجه ناخدا دومی و رئیس ستاد نیروهای دریایی فرانسه آزاد منصوب شد. او در عملیات داکار همراه ژنرال دوگل بود. در ۲۳ سپتامبر ۱۹۴۰ به عنوان رئیس هیئت پارلمانی در برابر داکار خصمانه، بدون اسلحه و در قایق ایستاده بود که مورد اصابت گلوله‌های مسلسل قرار گرفت و به شدت زخمی شد. پس از شش هفته درمان در دوالا کامرون، در نوامبر به عنوان فرمانده نیروهای دریایی فرانسه آزاد در آفریقای استوایی، عملیات دریایی گابن را از روی کشتی ساورگنان دو برازا هماهنگ با عملیات زمینی سرهنگ لکلرک هدایت کرد. به عنوان عضو شورای دفاع امپراتوری، در ۲۹ ژانویه ۱۹۴۱ توسط ژنرال دوگل به عنوان اولین صدراعظم نشان آزادی منصوب شد. پس از ماموریت سیاسی در کانادا در مارس ۱۹۴۱ که در آن اقدامات فرانسه آزاد را ارائه کرد، در ژوئیه به عنوان کمیسر عالی فرانسه در اقیانوسیه با اختیارات تام مدنی و نظامی منصوب شد. ماموریت او هماهنگی با متفقین برای دفاع از سرزمین‌های فرانسه در اقیانوسیه بود. در سپتامبر ۱۹۴۱ به عنوان کمیسر ملی کمیته ملی فرانسه منصوب شد و در دسامبر ۱۹۴۱ به درجه ناخدا یکمی ارتقا یافت. به زودی اختلافات عمیقی بین کمیسر عالی و فرماندار سوتو پیش آمد، خصوصاً در مورد برخورد با متحدان آمریکایی که با اجازه کمیته ملی فرانسه در ۱۲ مارس ۱۹۴۲ در نومئا پیاده شده بودند. این بحران با عزیمت فرماندار سوتو به انگلستان در مه ۱۹۴۲ حل شد. در ۲۷ مه ۱۹۴۲ ناخدا تیری دارژانلیو الحاق والیس و فوتونا به فرانسه آزاد را رهبری کرد. سپس در مذاکراتی در ایالات متحده و آفریقای شمالی شرکت کرد و ژنرال دوگل را در کنفرانس انفا همراهی نمود. در ۱۹ ژوئیه ۱۹۴۳ با درجه دریاداری به فرماندهی نیروهای دریایی در بریتانیای کبیر منصوب شد. در ۱۴ ژوئن ۱۹۴۴ ژنرال دوگل را با کشتی کمباتانت به فرانسه برد و در ۲۵ اوت هنگام ورود دوگل به پاریس همراه او بود، در حالی که به تازگی به دریاسالار شمال و معاون رئیس ستاد کل نیروی دریایی منصوب شده بود. در دسامبر ۱۹۴۴ به درجه دریابانی ارتقا یافت و در آوریل ۱۹۴۵ به عنوان نماینده فرانسه در کنفرانس سانفرانسیسکو که پایه‌های سازمان جدید جهانی را بنا نهاد شرکت کرد.